# Thursania tigurialis
Thursania tigurialis är en fjärilsart som beskrevs av William Schaus 1916. Thursania tigurialis ingår i släktet Thursania och familjen nattflyn. Inga underarter finns listade i Catalogue of Life.